# Wądole (wąwóz)
Wądole – jar na Wyżynie Olkuskiej będącej częścią Wyżyny Krakowsko-Częstochowskiej. Stanowi środkowo-północne odgałęzienie Doliny Czernki w miejscowości Czerna, przy drodze do Lasu Hrabskiego i Doliny Eliaszówki. 
Wądole ma stoki porośnięte lasem. Na dnie znajdują się zabudowania wsi Czerna.